# Articuli Henriciani
Die Articuli Henriciani (poln. Artykuły henrykowskie) aus dem Jahre 1573 waren eines der grundlegenden Verfassungsdokumente der polnisch-litauischen Rzeczpospolita.
Erstellt wurden sie nach der Wahl Heinrichs von Valois zum König durch den Hochadel, der hiermit seine Privilegien und Rechte gesichert haben wollte. Sie waren für alle gewählten Könige, mit einer Unterbrechung (1791–1792), bis zum Jahre 1795 verbindlich.

## Inhalt
Der Herrscher verpflichtete sich in ihnen u. a. zur Anerkennung des Prinzips der freien Königswahl. Außerdem wurde ihm untersagt, ohne Zustimmung des polnischen Reichstags (Sejm) neue Steuern einzuführen oder das allgemeine Aufgebot einzuberufen. Der Sejm selber sollte alle zwei Jahre für sechs Wochen zusammentreten. Jeder Sejm hatte aus den Reihen der Senatoren 16 „Residenten“ zu wählen. Jedes halbe Jahr sich abwechselnd sollten jeweils vier von diesen in der Zeit zwischen den Sejmsitzungen den König beraten. Die Konfessionsfreiheit wurde gesichert.
Im Falle der Nichteinhaltung früherer und neuer Verpflichtungen wurde dem Adel die Möglichkeit gegeben, den Gehorsam aufzukündigen. Ergänzt wurden die Artikel von Adelsseite durch die Pacta conventa, das jeweilige konkrete Regierungsprogramm des neuen Herrschers.

## Verweise